# Greånstjärnet
Greånstjärnet är en sjö i Arvika kommun i Värmland och ingår i Göta älvs huvudavrinningsområde. Sjöns area är 0,026 kvadratkilometer och den är belägen 169,6 meter över havet.